# Лафаєтт (Теннессі)
Лафаєтт (англ. Lafayette) — місто (англ. city) в США, в окрузі Мейкон штату Теннессі. Населення — 5584 особи (2020).

## Географія
Лафаєтт розташований за координатами 36°31′27″ пн. ш. 86°1′50″ зх. д. / 36.52417° пн. ш. 86.03056° зх. д. (36.524058, -86.030591).  За даними Бюро перепису населення США в 2010 році місто мало площу 12,32 км², уся площа — суходіл. В 2017 році площа становила 13,54 км², уся площа — суходіл.

## Демографія
Згідно з переписом 2010 року, у місті мешкали 4474 особи в 1891 домогосподарстві у складі 1149 родин. Густота населення становила 363 особи/км².  Було 2142 помешкання (174/км²).
Расовий склад населення:
| - 96,3 % — білих - 0,5 % — чорних або афроамериканців - 0,5 % — азіатів - 0,3 % — корінних американців - 1,4 % — осіб інших рас |

До двох чи більше рас належало 1,0 %. Частка іспаномовних становила 4,5 % від усіх жителів.
За віковим діапазоном населення розподілялося таким чином: 23,4 % — особи молодші 18 років, 56,1 % — особи у віці 18—64 років, 20,5 % — особи у віці 65 років та старші. Медіана віку мешканця становила 39,8 року. На 100 осіб жіночої статі у місті припадало 84,3 чоловіків;  на 100 жінок у віці від 18 років та старших — 81,0 чоловіків також старших 18 років.
Середній дохід на одне домашнє господарство  становив 44 581 долар США (медіана — 29 181), а середній дохід на одну сім'ю — 54 390 доларів (медіана — 34 432). За межею бідності перебувало 18,0 % осіб, у тому числі 24,9 % дітей у віці до 18 років та 7,9 % осіб у віці 65 років та старших.
Цивільне працевлаштоване населення становило 1952 особи. Основні галузі зайнятості: освіта, охорона здоров'я та соціальна допомога — 23,9 %, виробництво — 19,5 %, роздрібна торгівля — 14,4 %, транспорт — 9,6 %.